# Mastodon (группа)
Mastodon — американская метал-группа из Атланты (США), в звучании которой соединились сладж, грув и прогрессив-метал с элементами стоунера. Основана в 2000 году барабанщиком Брэнном Дейлором и гитаристом Биллом Келлихером. Группа выпустила восемь студийных альбомов. Второй альбом Leviathan, основанный на произведении Германа Мелвилла «Моби Дик», был признан лучшим альбомом 2004 года тремя крупными рок-изданиями Revolver, Kerrang! и Terrorizer, а также считается одним из наиболее важных метал-альбомов 21-го века. Альбомы группы неоднократно входили в топ-10 Billboard 200. Трёхкратные номинанты премии «Грэмми». В 2018 году группа стала победителем премии «Грэмми» в категории «Лучшее метал-исполнение» за песню «Sultan’s Curse». Группа нередко признаётся одним из самых выдающихся метал-коллективов 21-го столетия.

## История

### Основание и ранние годы (2000—2003)
Группа была создана в январе 2000 года, когда барабанщик Брэнн Дэйлор и гитарист Билл Келлихер переехали в Атланту из Рочестера (штат Нью-Йорк) и встретили басиста/вокалиста Троя Сэндерса и гитариста/вокалиста Брента Хайндса на концерте High on Fire. Они обнаружили, что имеют похожие музыкальные вкусы, любовь к сладж-метал группам Melvins и Neurosis и хард-рокерам 70-х Thin Lizzy, и вскоре основали Mastodon. В интервью 2009 года Келлихер рассказал, что когда Хайндс впервые пришёл на репетицию группы, он «играл так отвратно, словно совсем не умел этого делать. Он просто играл одну ноту, наращивая громкость. Я и Брэнн подумали: „К черту этого парня“». Тем не менее на следующий день Брент вернулся. «Он схватил одну из моих гитар и начал играть действительно круто. Я подумал: „Где был этот парень вчера?“». Также подобные комментарии участников группы присутствуют на DVD The Workhorse Chronicles 2006 года.
Они сделали демозапись в 2000 году, в которой принимал участие первый ведущий вокалист группы Эрик Сэнер. Сэнер покинул группу по личным причинам всего через несколько месяцев. После четырехпесенной демозаписи на Reptilian Records Mastodon заключили сделку с Relapse Records в 2001 году. В 2002 году они выпустили EP Lifesblood, а в 2003 году — первый полноценный альбом Remission, на котором присутствовали их первые синглы «March of the Fire Ants» и «Crusher Destroyer», который также попал в саундтрек к игре Tony Hawk’s Underground. В первых трёх альбомах группы последние треки посвящены Джозефу Меррику.

### Leviathan(2004—2005)
В 2004 году был издан второй альбом Leviathan, получивший отличные отзывы от критиков, а также звание «Альбом года» от Kerrang! и Terrorizer, а также получил второе место от Metal Hammer. Кроме того, Leviathan получил третье место в номинации «Лучший альбом за последние 20 лет» от Metal Hammer. Leviathan — концептуальный альбом, созданный по мотивам романа «Моби Дик» Германа Мелвилла. После выпуска Leviathan группа отправилась в гастрольный тур The Unholy Alliance в Европу с группами Slayer и Slipknot.
После Leviathan последовало два релиза: The Call of the Mastodon, состоящий из заново сведённых первых девяти песен группы, и DVD The Workhorse Chronicles, содержащий интервью участников группы и записи с концертов, включая ранние материалы с участием первого вокалиста. После записи Leviathan Mastodon расстались с лейблом Relapse Records и подписали контракт с Warner Brothers. Перед записью следующего альбома группа записала кавер-версию инструментальной песни Metallica Orion, благодаря чему вошла в выпущенный журналом Kerrang! сборник Master of Puppets: Remastered в честь 20-й годовщины издания альбома Master of Puppets.

### Blood Mountain(2006—2008)
Свой третий студийный альбом Blood Mountain группа выпустила 12 сентября 2006 года и вслед за этим отправилась в тур в поддержку записи, выступая вместе с Tool в Европе и со Slayer в Австралии и Новой Зеландии. Лидер Queens of the Stone Age, Джош Хомме, записал вокал для песни «Colony of Birchmen», также его можно услышать на скрытом треке, где он признается что является большим фаном Mastodon, и в том что загрузил их новый альбом из Интернета. Перед выпуском Blood Mountain группа успела проехать по Северной Америке с туром Unholy Alliance.
Песня «Colony of Birchmen» была номинирована на «Лучшее выступление в металле» на 49-й церемонии «Грэмми», но проиграла песне «Eyes of the Insane» группы Slayer. 1 ноября 2006 года группа выступила с этой песней в «Вечернем шоу с Конаном О’Брайаном» на канале NBC, это было их первое телевизионное выступление, его наблюдали около 2,4 миллионов людей.
Первый сингл из этого альбома «Capillarian Crest» вышел на 27 место в сотне лучших за 2006 год от журнала Rolling Stone. Сам альбом стал девятым в списке лучших записей года. Также он получил первое место от Metal Hammer и пятое от Kerrang!. About.com назвал Blood Mountain лучшим метал-альбомом 2006 года. Запись была названа лучшим альбомом 2006 года на 10-й годовщине журнала Bizarre. Также Blood Mountain стал вторым в списке лучших альбомов 2006 год от журнала Revolver. Gametap.com назвали Mastodon группой месяца в марте 2007 года.

#### Гастроли
Группа уехала в турне и давала многочисленные шоу. Mastodon присоединились к Against Me! и Cursive в североамериканском туре. Выступление в Милуоки было отменено вследствие болезни Брента Хайндса. Mastodon играли на Hove Festival в Норвегии, на основной сцене Download Festival и на Pitchfork Music Festival. Также группа открывала шоу Metallica во время тура Sick of the Studio. Играла на фестивалях Dubai Desert Rock в 2007 году и Bonnaroo Music festivals в 2008, открыла Mayhem Festival. Затем Mastodon ещё раз поехали в The Unholy Alliance tour со Slayer.
Группа выступила с песней «Colony of Birchmen» на церемонии MTV Video Music Awards 2007 вместе с Джошем Хомме. После этого Брент Хайндс заявил о получении тяжелой травмы головы. Сайт Blabbermouth первоначально сообщил, что это стало результатом хулиганского нападения, но позже полиция пояснила, что пьяный Хайндс начал драку с басистом группы System of a Down Шаво Одаджяном и с музыкантом Уильямом Хадсоном. Брент Хайндс в результате получил травму головы, и сломал нос, впрочем он скоро полностью восстановился.
Позже было заявлено, что Mastodon примут участие в Европейском турне Metallica в ходе их World Magnetic Tour.

### Crack the Skye(2009—2010)
Четвёртый альбом Mastodon Crack the Skye был издан 24 марта 2009 года в стандартной и делюкс-версиях. В делюкс-релизе кроме обычных песен присутствуют их инструментальные версии. Через неделю после выхода альбом занял 11 место в чарте Billboard 200. Продюсированием альбома занимался Брендан О’Брайан. Как и в Leviathan, в записи Crack the Skye принял участие Скотт Келли из Neurosis в качестве приглашённого вокалиста на одноимённом треке. Барабанщик Брэнн Дэйлор записал вокальную партию в песне «Oblivion» для вступления и припева.
В интервью MusicRadar гитарист Билл Келлихер пояснил, что темой альбома стали астральные путешествия, червоточины в пространстве, теории Стивена Хокинга и духовные сферы. Альбом следит за историей парализованного человека, чья душа изучает астральные планы, в своем путешествии она пролетает слишком близко к солнцу, из-за чего сгорает пуповина связывающая её с телом и она исчезает в «Забвении» (Oblivion). В то же время в Царской России Распутин и его помощники вызывают духов и доставляют душу в своё время. Дух объясняет своё положении и предсказывает убийство Распутина. Вскоре предсказанное неизбежно наступает и Распутин проводит душу обратно в тело. Группа впервые представила три песни из нового альбома на Bonnaroo Music Festival, но затем до выхода альбома новых песен на концертах не играла, из опасения перед интернет-пиратами.

### The Hunter(2011—2012)
The Hunter, пятый студийный альбом Mastodon, был записан в Doppler Studios в Атланте под руководством продюсера Майка Элизондо. Первые намёки на выход нового альбома появились ещё в январе 2011 года на странице группы в Facebook. В июле 2011 года Mastodon выложили на YouTube клип на песню «Black Tongue», в котором показано, как А. Дж. Фосика создаёт скульптуру для обложки альбома. К 12 августа группа обнародовала трек-лист The Hunter и опубликовала «Curl Of The Burl», первый официальный сингл из нового альбома. 6 сентября Mastodon выпустил третью песню из The Hunter «Spectrelight» с участием Скотта Келли из Neurosis. 16 сентября группа выпустила 53-минутный графический визуализатор[прояснить] со всеми треками альбома, за 11 дней до выхода The Hunter. В поддержку альбома было объявлено североамериканское турне.
Альбом вышел 27 сентября 2011 года. Это третий по счету диск Mastodon, который вышел в США и Канаде на лейбле Reprise, и первый (за пределами Северной Америки), выпущенный Roadrunner Records. Он был очень хорошо принят фанатами и СМИ и получил высокие оценки музыкальных критиков (81/100 на ресурсе Metacritic). Он также сильно выступил в официальных чартах, поднявшись до десятой позиции в Billboard 200. 12 октября был объявлен тур по Великобритании, который продлился до февраля 2012 года. В качестве поддержки в туре участвовали группы The Dillinger Escape Plan и Red Fang. 1 декабря песня «Curl of the Burl» была номинирован на премию Грэмми в номинации «Лучшее выступление в металле / хард-рок». Это вторая номинация группы, первая из которых была «Colony of Birchmen» в 2007 году. Пластинка была признана «Альбомом года» от журналов Metal Hammer, Classic Rock и Rock Sound. «Dry Bone Valley» был выпущен 13 февраля как третий сингл альбома. Также был выпущен клип.
11 февраля 2012 года группа провела аншлаговый концерт в Brixton Academy, Лондон, это был крупнейший концерт группы за всю их историю. В 2014 году была выпущена запись с этого концерта под названием Live at Brixton, которая была высоко оценена критиками, а журнал Rolling Stone поместил этот альбом на 19 место в списке лучших альбомов 2013 года.

### Once More ’Round the Sun(2013—2015)
Mastodon начали запись нового альбома в начале 2013 года. Гитарист Брент Хайндс назвал новую музыку «действительно жуткой» и «очень пугающей» и заявил, что написал три новые песни. В интервью с Троем Сандерсом, опубликованном 3 апреля в журнале Paste, он рассказал, что альбом будет называться Once More ’Round the Sun и включать в себя 15 треков. Он также подтвердил, что Mastodon записали 90 минут материала, но в альбоме будут только 60, а неизданный материал, возможно, будет выпущен в мини-альбоме позже в 2014 году.
17 апреля первый сингл «High Road» стал доступен для прослушивания на стриминговых платформах. 26 апреля Билл Келлихер обнародовал название второго сингла «Chimes at Midnight». По состоянию на 16 июня 2014 года весь альбом можно было прослушать в iTunes.
Альбом был выпущен 24 июня 2014 года на Reprise Records. Альбом был продан тиражом 34 000 экземпляров в Соединённых Штатах в первую неделю после выпуска и занял шестую позицию в чарте Billboard 200, став первым дебютом группы в топ-10, наряду с их предыдущим альбомом The Hunter, достигшим десятой позиции после выпуска тиражом в 39 000 экземпляров в 2011 году.

### Emperor of SandиCold Dark Place(2015 — настоящее время)
18 января 2015 года было сообщено, что Брент Хайндс работает над новым альбомом Mastodon. Это позднее подтвердил Трой Сандерс, который заявил: «Каждая наша запись будет звучать по-разному, потому что мы всегда хотим развиваться и создавать свой собственный музыкальный путь. И каждая запись будет отличаться. Мы не хотим писать один и тот же альбом дважды».
12 марта 2015 года Mastodon выпустили новый трек под названием «White Walker», который появился в микстейпе Game of Thrones: Catch the Throne Vol. 2 для продвижения пятого сезона сериала HBO Игра Престолов . Дейлор, Хайндс и Келлихер также появились в 8 эпизоде данного сезона в роли одичалых. Хайндс и Келлихер снова вернулись в «Игру престолов» в качестве бойцов армии Белых Ходоков в финальном эпизоде седьмого сезона «Дракон и Волк».
Седьмой студийный альбом группы, Emperor of Sand, был выпущен 31 марта 2017 года. Темой альбома стал рак, что было вдохновлено женой Троя, у которой он был диагностирован, и матерью Билла, которая умерла от рака. В нем подробно рассказывается о путешествующем, изгнанном в пустыню императоре, что, фактически, было равносильно смертному приговору. Эта история — метафора для человека, у которого диагностирован неизлечимый рак. Альбом дебютировал на 7-й позиции в чарте Billboard 200 и разошёлся тиражом 43 тысячи копий в первую неделю продаж. Первый сингл «Show Yourself» был выпущен в феврале, а в июне он занял 4-е место в чарте Billboard Hot Mainstream Rock Tracks, что сделало его самой популярной песней группы на сегодняшний день. Второй сингл «Steambreather» достиг максимума под номером 18 в том же чарте в октябре.
Mastodon также выпустили мини-альбом под названием Cold Dark Place 22 сентября того же года. Это был мини-альбом с четырьмя песнями, три из которых были записаны во время сессий Once More ’Round the Sun, а последняя записана во время сессий Emperor of Sand. Первый сингл для мини-альбома «Toe to Toes» был выпущен 1 сентября 2017 года. Брент Хайндс заявил, что вдохновение для некоторых песен, записанных для Cold Dark Place, послужило неприятное расставание, которое он пережил. Описывая звучание записи, Хиндс сказал, что «я написал довольно мрачную, красивую, жуткую, веселую, эфирную, меланхоличную музыку, которая также немного напоминает Bee Gees». 1 декабря группа выпустила обновлённую версию документального фильма «The Making of Emperor of Sand», состоящего из 12 частей, на официальном канале YouTube. Mastodon объявили о совместном турне Summer 2018 с Primus по Северной Америке, которое продлится с мая по июль.
31 июля 2020 на официальном канале YouTube прошла презентация новой композиции «Fallen Torches,» в записи которой традиционно принял участие Скотт Келли. В марте 2021 года Келлихер сообщил в интервью, что в данный момент проходит сведение восьмого студийного альбома. Он будет первой работой музыкантов с трижды обладателем премии «Грэмми» продюсером Дэвидом Боттриллом, работавшим до этого с такими группами, как Muse, Dream Theater, Tool. 10 сентября группа анонсировала, что альбом Hushed and Grim выйдет 29 октября, и выпустила сингл «Pushing The Tides».

## Музыка и тексты

### Музыка
Музыкальный стиль Mastodon можно описать как хэви-метал, наряду с более специфическими жанрами, такими как прогрессивный метал, сладж-метал, альтернативный метал, стоунер-рок, психоделический металл, экспериментальный металл и грув-метал. Джеймс Кристофер Монгер из AllMusic описывает Mastodon как «одного из наиболее заметного представителя новой волны американского хэви-метала, жанра, появившегося в середине 90-х», и говорит, что «инновационная, лирически проницательная смесь Mastodon с прогрессивным металлом, грайндкором и хардкором помогла позиционировать группу как один из наиболее выдающихся метал-коллективов начала 21-го века».
Басист Трой Сандерс так описывает музыкальный стиль Mastodon:
Мы не считаем себя металлической группой. Мы понимаем, что в нас много метала, но мы также хотим верить, что в нас много рок-н-ролла, что у нас много прогрессивного рока, у нас есть кусочки трэша и панка и повсюду присутствует психоделичность. Лично для меня, просто наличие самого тега «метал» всегда кажется для нас своего рода ограничением, потому что мы очень ценим все стили музыки, и нам нравится включать их звучание в наши песни. Но мы также признаём все различные поджанры и когда люди в миллионный раз спрашивают: «О, а как они звучат?» и ты что-то отвечаешь, я это понимаю. Но это никак не влияет на то, как мы что-то создаем.
Скотт Келли из Neurosis, выступает в роли приглашённого вокалиста для одного трека в каждом альбоме Mastodon, кроме Remission.
Музыкальный стиль Mastodon сильно изменился с ранних выпусков времен Remission до The Hunter. Их ранние работы значительно тяжелее и более грубые, чем поздние, в основном или исключительно использующие экстремальный вокал, более искажённое звучание инструментов и более нестандартные структуры песен; это особенно заметно в их самых ранних песнях. Выпуск третьего студийного альбома Mastodon Blood Mountain, который включает в себя как чистый, так и экстремальный вокал, ознаменовал изменение в используемых стилях вокала, с последующими альбомами, предпочитающими чистый вокал.

### Тексты
В первых четырёх альбомах Mastodon присутствовала особая концепция, в частности, основанная на классических стихиях: огонь, вода, земля и эфир.
Remission не основан на какой-то определенной теме, но он немного затрагивает тему огня. Такие песни, как «Crusher Destroyer», «Where Strides the Behemoth» и «Ol’e Nessie» посвящены теме вымышленных существ.
Leviathan является концептуальным альбомом, основанном на романе Моби Дик. Он сосредотачивается вокруг главных героев и их мыслей во время истории.
Blood Mountain повествует о человеке, ищущем «Хрустальный череп» («Crystal Skull»), который находится на вершине «Кровавой горы» («Blood Mountain»). По словам басиста Троя Сандерса, «речь идет о восхождении на гору и различных вещах, которые могут случиться с вами, когда вы застряли на горе, в лесу, и вы заблудились. Вы голодаете, галлюцинируете, сталкиваетесь со странными существами. На вас охотятся. Это о всей этой борьбе».
Crack the Skye затрагивает множество разных тем. Название, а также некоторое лирическое содержание — это дань памяти Скай (Skye), младшей сестре барабанщика Бранна Дэйлора, которая покончила жизнь самоубийством в возрасте четырнадцати лет. Темы, затронутые в альбоме, включают «темную магию, астральные путешествия и роль Распутина в падении царской России».
The Hunter не имеет единой концепции, в отличие от предыдущих альбомов. Название — дань памяти брата Хайндса, Брэда Хайндса, который умер от сердечного приступа 4 декабря 2010 года во время охоты.
Once More ’Round the Sun, как и его предшественник, не является концептуальным альбомом. В нем представлены такие темы, как отношения, борьба и трудности. Альбом был основан на различных событиях, которые произошли в жизни каждого участника группы за год до выхода альбома.
Emperor of Sand в основном затрагивает темы смерти и выживания и рассказывает о страннике, блуждающем по пустыне, которому вынесли смертный приговор. Лирика была вдохновлена друзьями и членами семьи членов группы, у которых был диагностирован рак.

## Визуальный стиль

### Обложки альбомов
Художник Пол Романо отвечал за все обложки и художественное оформление альбомов группы до 2011 года. Оформление пятого студийного альбома группы The Hunter было выполнено А. Дж. Фосиком, резчиком по дереву, который также отвечал за декорации, используемые группой в то время на живых выступлениях. Художник из Окленда Скиннер, который, по его собственным словам, специализируется на «картинах психоделического кошмара», принял на себя руководство над Once More ’Round the Sun. «Это наверняка будет произведение искусства. Это будет очень откровенно», — сказал басист Трой Сандерс перед выпуском альбома. «Поразительно. Это из другого измерения, и большая часть нашей музыки ориентировалась на эту идею — переносить вас на другую планету с помощью песен. Это чувствуется, и я думаю, что это невероятно».

### Живые выступления
После своих первых туров в начале 2000-х Mastodon выступали на многих крупных фестивалях, таких как Download, Роскилл, Коачелла, Боннару, Sonisphere, Big Day Out, Rock Werchter, Pinkpop, Metaltown, Ottawa Bluesfest и Soundwave. При выступлении у группы традиционно были довольно визуально-невыразительные представления, тем не менее, во время «Crack The Skye Tour» (2009—2010) они использовали большой экран за ударной установкой, проецирующий визуальное шоу.

## Наследие и признание
Mastodon, «облачённый в сладж/стоунер/альтернативную метал-форму», как его назвали в AllMusic, является «одним из выдающихся метал-событий начала 21-го века». Би-би-си написала о Mastodon: «Возможно, они помешаны на лирике, полной фэнтезийных Мумбо-юмбо, но группа без стеснения привержена своему сложному ремеслу, и результаты часто ошеломляют с момента их дебюта в 2002 году. Они являются самой амбициозной, самой бесстрашной, самой веселой хэви-металлической группой, которая вышла из мейнстрима с тех пор, как жанр просочился из The Midlands в 1970-х годах». Alternative Press говорила: «Mastodon являются одной из величайших хард-рок-групп всех времен». Rolling Stone заявляли: «Mastodon — это кучка юных, одержимых мифами, мясом и картошкой южных чертяк, которые стали самой важной новой группой в метале».

## В поп-культуре
Одна из песен из альбома Leviathan, «Blood and Thunder», вошла в саундтрек для игр Need for Speed: Most Wanted , Project Gotham Racing 3 и Saints Row. Также, она была лицензирована для японских аркадных музыкальных игр «Drummania V2 и Guitarfreaks V2». Другая песня из того же альбома, «Iron Tusk», звучала в популярной на тот момент игре Tony Hawk’s American Wasteland.
С наступлением бума на музыкальные видеоигры группа получила дополнительную известность. Песня «Sleeping Giant» была доступна для скачивания в игре Guitar Hero III: Legends of Rock, а «Colony of Birchmen» входила в подборку треков к игре Rock Band 2. «Blood and Thunder» звучала в Guitar Hero: Metallica. Группа записала кавер-версию песни Harry Nilsson «One» для рекламной кампании видео игры Army of Two. Участники группы были фанатами анимационного сериала Aqua Teen Hunger Force, и в 2007 году, Mastodon записали заглавную композицию к полнометражному мультфильму Aqua Teen Hunger Force Colon Movie Film for Theaters, «Cut You Up with a Linoleum Knife».

## Состав
| Нынешний состав - Брэнн Дэйлор — ударные, перкуссия, клавишные, вокал. - Билл Келлихер — гитара (акустическая, 6-струнная, 9-струнная), бэк-вокал. - Трой Сэндерс — бас-гитара, вокал, клавишные; | Бывшие участники - Эрик Сэнер — вокал (2000—2001) - Брент Хайндс — гитара (6-струнная, 12-струнная, слайд-гитара), вокал; (2000—2025) Концертные музыканты - Дерек Митчка — клавишные (2011) |

## Дискография

### Студийные Альбомы
- Remission (2002)
- Leviathan (2004)
- Blood Mountain (2006)
- Crack the Skye (2009)
- The Hunter (2011)
- Once More ’Round the Sun (2014)
- Emperor of Sand (2017)
- Hushed and Grim (2021)

### Демо и Синглы
- 2000 — Demo
- 2001 — Slick Leg
- 2001 — Lifesblood
- 2003 — March Of The Fire Ants
- 2007 — Sleeping Giant
- 2009 — Oblivion
- 2010 — Jonah Hex
- 2016 — White Walker
- 2017 — Cold Dark Place

### Сборники
- Call of the Mastodon — 2006, включает в себя заново записанный мини-альбом Lifesblood и неизданные ранее композиции
- Remission (Reissue) — 2014, включает в себя перезаписанные и пересведенные композиции из альбома Remission
- Medium Rarities — 2020

### Саундтреки
- Need for Speed: Most Wanted — Blood and Thunder (Leviathan)
- Need for Speed: The Run — Curl Of The Burl (The Hunter)
- Project Gotham Racing 3 — Blood and Thunder (Leviathan)
- Tony Hawk's American Wasteland — Iron Tusk (Leviathan)
- Джона Хекс (фильм) — Revenge Gets Ugly EP
- Трансформеры 3: Темная сторона Луны — Just Got Paid (ZZ Top cover)
- Crysis 3 — A Commotion
- Brutal Legend — Oblivion
- Saints Row 2 — Colony of Birchmen
- Saints Row — Blood and Thunder
- Saints Row: The Third — Divinations
- Monsters University — Island
- Игра на понижение — Blood and Thunder (Leviathan)
- Игра престолов (2016) — White Walker

## Награды
Грэмми
| Год  | Номинируемая работа  | Категория                                           | Результат |
| ---- | -------------------- | --------------------------------------------------- | --------- |
| 2007 | «Colony of Birchmen» | Премия «Грэмми» за лучшее метал-исполнение          | Номинация |
| 2012 | «Curl of the Burl»   | Премия «Грэмми» за лучшее хард-рок/метал-исполнение | Номинация |
| 2015 | «High Road»          | Премия «Грэмми» за лучшее метал-исполнение          | Номинация |
| 2018 | Emperor of Sand      | Премия «Грэмми» за лучший рок-альбом                | Номинация |
| 2018 | «Sultan’s Curse»     | Премия «Грэмми» за лучшее метал-исполнение          | Победа    |

Kerrang! Awards
| Год  | Номинируемая работа | Категория     | Результат |
| ---- | ------------------- | ------------- | --------- |
| 2009 | «Oblivion»          | Лучшее видео  | Победа    |
| 2012 | The Hunter          | Лучший альбом | Победа    |

Metal Hammer Golden Gods Awards
| Год  | Номинируемая работа          | Категория                                   | Результат |
| ---- | ---------------------------- | ------------------------------------------- | --------- |
| 2007 | Blood Mountain               | Альбом года                                 | Номинация |
| 2007 | Брент Хайндс и Билл Келлихер | Golden Gods Award как лучшие шред-гитаристы | Победа    |
| 2012 | The Hunter                   | Golden Gods Award за лучший альбом          | Победа    |
| 2017 | Mastodon                     | Лучшая живая группа                         | Победа    |

Metal Storm Awards
| Год  | Номинируемая работа      | Категория                          | Результат |
| ---- | ------------------------ | ---------------------------------- | --------- |
| 2004 | Leviathan                | Лучший альтернативный метал альбом | Победа    |
| 2009 | Crack the Skye           | Лучший альтернативный метал альбом | Победа    |
| 2009 | «Divinations»            | Лучшее видео                       | Номинация |
| 2011 | The Hunter               | Лучший сладж/стоунер метал альбом  | Победа    |
| 2014 | Once More ’Round the Sun | Лучший сладж/стоунер метал альбом  | Победа    |
| 2017 | Emperor of Sand          | Лучший прогрессивный метал альбом  | Номинация |

Revolver Golden Gods
| Год  | Номинируемая работа | Категория                               | Результат |
| ---- | ------------------- | --------------------------------------- | --------- |
| 2012 | Брэнн Дэйлор        | Golden Gods Award как Лучший Барабанщик | Номинация |